# Ziegenberg-Tunnel
Der Ziegenberg-Tunnel ist ein 208 m langer Eisenbahntunnel im Zuge der Bahnstrecke Flieden–Gemünden.

## Geografische Lage
Der Tunnel liegt in der Gemarkung des Stadtteils Altengronau von Sinntal, südwestlich des aufgelassenen Haltepunkts Altengronau und nördlich des Bahnhofs Jossa im Bereich von Streckenkilometer 30,5. Er durchstößt als Sporntunnel den Südhang des Ziegenbergs.

## Geschichte
Strecke und Tunnel wurden 1872 – zunächst eingleisig – eröffnet. Der Tunnel wurde zu einem heute unbekannten Zeitpunkt saniert und die ursprüngliche Innenverkleidung aus Naturstein gegen eine aus Backstein ausgetauscht. 1936/37 wurden Strecke und Tunnel zweigleisig ausgebaut, 1962 bis 1964 die Strecke elektrifiziert und für den Einbau der Oberleitung das Profil des Tunnels erweitert.
Geplant ist, den Tunnel ab 2028 zu sanieren. Dabei soll für die Bauzeit im Bereich des Tunnels eingleisig gefahren, das Streckengleis in die Mitte des Tunnels verlegt und eingehaust werden, so dass für die Bauarbeiten zwischen Einhausung und Tunnelwand ausreichend Platz verbleibt.

## Bauwerk
Die Strecke verläuft im Bereich des Tunnels – im Gegensatz zu vielen anderen der Strecke – gerade. Die historischen Tunnelportale sind erhalten, ihre Fassaden identisch. Auch sie bestehen aus Backstein und sind nach oben mit einem Bogenfries abgeschlossen. Das Bauwerk ist ein Kulturdenkmal aufgrund des Hessischen Denkmalschutzgesetzes.